# Wu Ma
Wu Ma (els Cinc Ma) és el nom donat a cinc governants i senyors de la guerra musulmans de la Xina, que van dominar el nord-oest del país durant el període republicà de 1911 a 1949. El nom Ma correspon a un clan originari del districte d'Ho-Chou al Kansu els caps principals del qual foren Ma Ch'ieng-ling (1826-1910), Ma Chan-ao (1830-1886) i Ma Hsi-yen (1837-1900).
Els seus descendents foren coneguts com els Hsi-Pei Ma-chia-chun (Els senyors de la guerra musulmans nord-occidentals del clan Ma) i entre aquests en van destacar cinc coneguts com els Lao Wu Ma (els cinc antics Ma):
- Ma An-liang (1844-1918)
- Ma T'ing-hsiang (1889-1929)
- Ma Fu-hisang (1876-1932), virtual sobirà de Ning-Hisa 1913-1920
- Ma Ch'i (1869-1931), virtual sobirà de Ch'ing-Hai 1929-1931
- Ma Lin (1873-1945), virtual sobirà de Ch'ing-Hai 1931-1938

Un altre grup de cinc foren coneguts com els Hsian Wu Ma (els cinc joves Ma) foren:
- Ma Hung-pin (1884-1960), virtual sobirà de Ning-Hisa 1921-1928 i 1931-1933
- Ma Hung-k'ui (1892-1970), virtual sobirà de Ning-Hisa 1933-1949
- Ma Pu-ch'ing (1901-1977)
- Ma Pu-fang (1902-1975) virtual sobirà de Ch'ing-Hai 1938-1949
- Ma Chung-ying (1909-?)

Els dos grups estaven emparentats per la sang o per matrimoni. Un grup dominava Ch'ing-Hai i un altre Ning-Hsia.